# Rajd Dunaju 1968
Rajd Dunaju 1968 (5. Internationale Donau – Castrol – Rallye) – 5. edycja rajdu samochodowego Rajd Dunaju rozgrywanego w Rumunii. Rozgrywany był od 17 do 20 lipca 1968 roku. Była to piąta runda Rajdowych Mistrzostw Europy w roku 1968.

## Klasyfikacja rajdu
| Miejsce                      | Kierowca                     | Pilot                        | Samochód                     | Czas                         | Strata                       |                              |
| Klasyfikacja generalna i ERC | Klasyfikacja generalna i ERC | Klasyfikacja generalna i ERC | Klasyfikacja generalna i ERC | Klasyfikacja generalna i ERC | Klasyfikacja generalna i ERC | Klasyfikacja generalna i ERC |
| ---------------------------- | ---------------------------- | ---------------------------- | ---------------------------- | ---------------------------- | ---------------------------- | ---------------------------- |
| 1.                           | Pauli Toivonen               | Martti Tiukkanen             | Porsche 911 T                |                              | 0.0                          |                              |
| 2.                           | Walter Pöltinger             | Ernst Merinsky               | Volvo 142 S                  |                              |                              |                              |
| 3.                           | Victor Dietmayer             | Lambert Hahn                 | Lancia Fulvia 1.3 Coupé HF   |                              |                              |                              |
| 4.                           | Walter Levy                  | Alfred Gomoll                | BMW 2002                     |                              |                              |                              |
| 5.                           | Carl Christian Schindler     | Gustav Hruschka              | Volkswagen 1500 Sport        |                              |                              |                              |
| 6.                           | Hans Baier                   | Günther Janger               | Volkswagen Käfer 1302        |                              |                              |                              |
| 7.                           | Günther Bohrn                | Hans Gubier                  | Opel Kadett                  |                              |                              |                              |
| 8.                           | Włodzimierz Markowski        | Stanisław Dalka              | Porsche 912                  |                              |                              |                              |
| 9.                           | Titus Maier-Kaibic           | Bernhard Köstenberger        | BMW 2000 Tilux               |                              |                              |                              |
| 10.                          | Egon Culmbacher              | Gunnar Zimmermann            | Wartburg 353                 |                              |                              |                              |